# Mastodon (Band)
Mastodon ist eine im Jahr 2000 gegründete US-amerikanische Metalband aus Atlanta im Bundesstaat Georgia, die verschiedene Musikstile von Progressive Metal über Sludge und Math- bis Hardcore in sich vereint. Typisch für Mastodon sind lange Instrumentalteile, anspruchsvolle Rhythmusvariationen und komplexe Gitarrenriffs. Mastodon stehen bei Reprise Records unter Vertrag und haben bislang acht Studioalben veröffentlicht. Mastodon wurden 2018 für das Lied Sultan’s Curse mit einem Grammy in der Kategorie Best Metal Performance ausgezeichnet. Darüber hinaus wurden sie in den Jahren 2006, 2011, 2014 und 2022 für diese Auszeichnung und 2017 in der Kategorie Best Rock Album nominiert.

## Bandgeschichte

### Gründung undRemission(2000–2004)
Der Schlagzeuger Brann Dailor und der Gitarrist Bill Kelliher spielten bis 1999 zusammen in der experimentellen Death-Metal-Band Lethargy. Nachdem die Band auseinanderbrach, gaben die Musiker ein kurzes Gastspiel bei der Band Today Is the Day, mit der sie das Album In the Eyes of God einspielten. Anfang 2000 lernten Dailor und Kelliher bei einem Konzert der Band High on Fire in Atlanta den Gitarristen Brent Hinds und den Bassisten Troy Sanders kennen. Hinds und Sanders kannten sich bereits seit 1993 und waren zum damaligen Zeitpunkt gerade von Rochester nach Atlanta umgezogen. Die Musiker fanden schnell heraus, dass sie die gleichen Bands wie z. B. Neurosis, die Melvins oder Thin Lizzy mochten. Nach zwei Jamsessions im Januar 2000 wurde die Band gegründet.

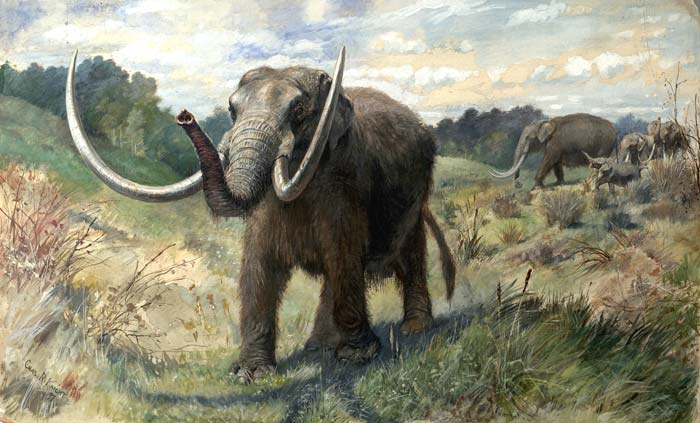
Künstlerische Darstellung eines Mastodonten

Der Bandname stammt von den Mastodonten, einer Familie der Rüsseltiere. Die Idee dazu kam Brent Hinds, der eines Tages auf eine seiner Tätowierungen zeigte und fragte, wie dieses Tier hieße, welches wie ein prähistorischer Elefant aussieht. Die gleiche Tätowierung trägt Bill Kelliher auf seinem Oberarm. Das Motiv stammt aus dem Film Krieg der Sterne und ist auf den Rüstungen der Figur Boba Fett zu sehen. Mit dem Sänger Eric Saner war die erste Besetzung komplett. Im Juni 2000 nahm die Band ein Demo mit neun Liedern auf. Saner verließ die Band nach wenigen Monaten aus persönlichen Gründen, kurz bevor Mastodon auf eine fest gebuchte Tour gehen wollten. Aus Zeitgründen übernahmen Hinds und Sanders den Gesang. Mastodon tourten mit Bands wie Cannibal Corpse, Morbid Angel und Queens of the Stone Age an der Ostküste der USA. Anfang 2001 wurde über Reptilian Records die EP Slick Leg veröffentlicht, bevor die Band von Relapse Records unter Vertrag genommen wurde.
Im Frühjahr 2001 folgte eine weitere Tour an der US-amerikanischen Ostküste zusammen mit Eyehategod, Keelhaul und Burnt by the Sun sowie Auftritte beim Milwaukee Metal Festival. Im August 2001 erschien mit der EP Lifesblood die erste Veröffentlichung über Relapse. Kurze Zeit später wurde in den Zero Return Studios in Atlanta das Debütalbum Remission aufgenommen. Nach der Veröffentlichung im Mai 2002 konnten Mastodon einige kleine Erfolge im Untergrund verbuchen. Ende 2002 tourten Mastodon zusammen mit Darkane und High on Fire durch Japan, bevor die Band 2003 zusammen mit The Haunted und Hatesphere die ersten Konzerte in Europa spielten. Weitere Konzerte in den USA zusammen mit Clutch folgten. Ebenfalls 2003 nahm Mastodon für eine Split-EP mit der Band American Heritage eine Coverversion des Thin-Lizzy-Liedes Emerald auf.

### LeviathanundBlood Mountain(2004–2007)

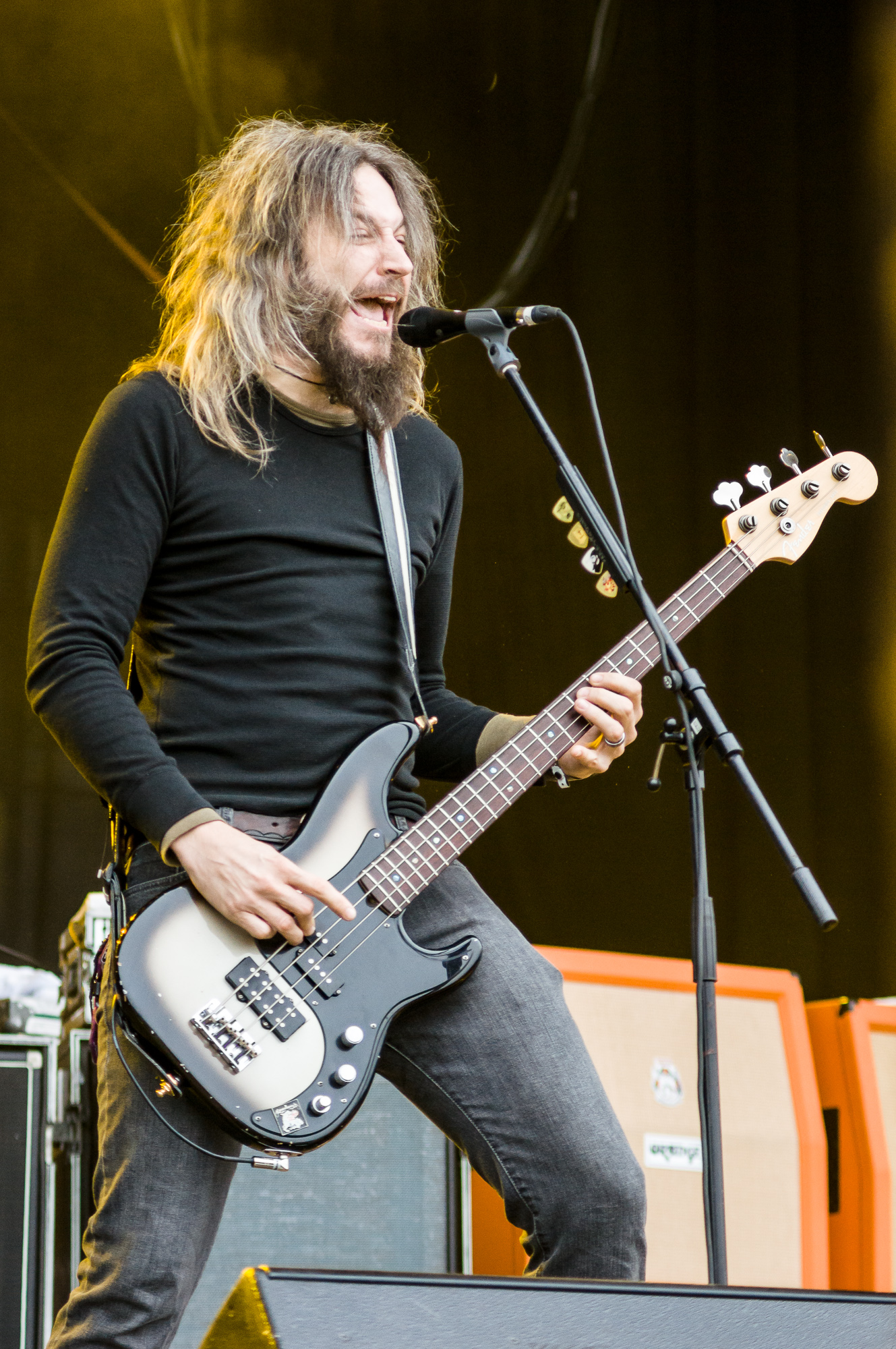
Troy Sanders (2012)

Mitte 2004 nahm die Band in Seattle ihr zweites Studioalbum Leviathan auf, welches im August veröffentlicht wurde. Leviathan ist ein Konzeptalbum, das sich lose auf Herman Melvilles Roman Moby Dick bezieht. Mit etwa 8000 verkauften Einheiten in der ersten Woche schafften Mastodon zum ersten Mal den Sprung in die Charts und erreichten in den USA Platz 139. Die britischen Rockmagazine Kerrang! und Terrorizer kürten Leviathan zum Album des Jahres.
Mastodon tourten mit Fear Factory und Sworn Enemy durch Nordamerika, bevor sie zusammen mit Killswitch Engage an der „Jägermeister Music Tour“ von Slayer teilnahmen. Nach einer Europatournee mit Dozer und Extol wurden Mastodon von Reprise Records, einer Tochterfirma des Major-Labels Warner Music unter Vertrag genommen. Im Sommer 2005 nahmen Mastodon an der Ozzfest-Tour durch Nordamerika teil und teilten die Bühne mit Bands wie Black Sabbath und Iron Maiden. Ende des Jahres begann die Band mit den Aufnahmen für ihr drittes Studioalbum. Relapse Records veröffentlichten im Januar 2006 unter dem Titel Call of the Mastodon eine neu gemasterte Version des Demos. Später folgte mit The Workhorse Chronicles die erste DVD, die Konzertmitschnitte und Interviews enthält.
Im September 2006 erschien mit dem von Matt Bayles produzierten Blood Mountain das dritte Album Mastodons. Das Konzeptalbum über das Element Erde, nach Feuer (Remission) und Wasser (Leviathan) das dritte Album über die vier Elemente, bietet neben Gastauftritten von Neurosis-, The-Mars-Volta- und QOTSA-Musikern den bislang massenkompatibelsten Zugang zur Musik der Band: Der Anteil extremen Metals wurde zurückgeschraubt und dafür vermehrt auf melodische Bögen und Prog-Elemente Wert gelegt. Musikkritiker hoben erneut die instrumentalen Fähigkeiten der Bandmitglieder positiv hervor, so seien die „Hochgeschwindigkeits-Licks und gitarristische Akrobatik […] brillant, nahezu unglaublich“ und setzten „neue Genre-Standards“. Vermehrt wurden Vergleiche mit Bands wie Rush und King Crimson bemüht.
Im Herbst 2006 spielten Mastodon im Vorprogramm der Europatour von Tool, Anfang 2007 folgten Shows unter anderem mit Slayer und Converge. Das Lied Colony of Birchmen erhielt in der Kategorie „Best Metal Performance“ eine Grammy-Nominierung. Der Preis ging jedoch an Slayer. Im März 2007 spielten Mastodon beim Dubai Desert Rock-Festival ihr erstes Konzert im Nahen Osten. Am 9. September 2007 spielten Mastodon zusammen mit Josh Homme das Lied Colony of Birchmen bei den MTV Video Music Awards. In der Nacht legte sich Brent Hinds in betrunkenem Zustand mit dem System-of-a-Down-Bassisten Shavo Odadjian an. Es kam zu einer Schlägerei, bei der Hinds schwere Kopfverletzungen, eine gebrochene Nase, zwei blaue Augen und Hirnblutungen erlitt. Hinds musste daraufhin für längere Zeit im Krankenhaus behandelt werden.

### Crack the SkyeundThe Hunter(2008–2012)

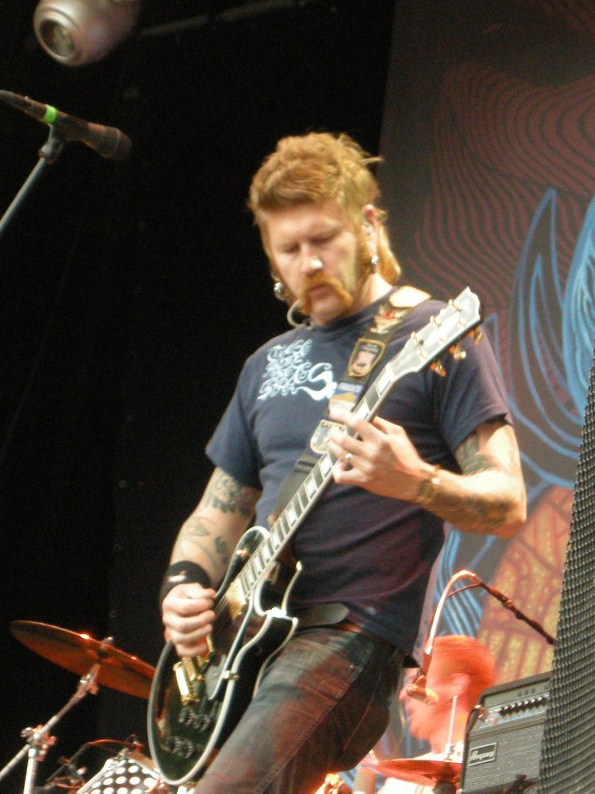
Bill Kelliher (2009)

Nach Hinds Genesung machte sich die Band an die Arbeiten zu ihrem vierten Studioalbum Crack the Skye, das von Brendan O’Brien produziert und am 24. März 2009 veröffentlicht wurde. Es komplettierte die Elemente-Serie der Vorgängerwerke. Zwischenzeitlich tourte die Band Ende 2008 zusammen mit Slayer, Trivium und Amon Amarth im Rahmen von Slayers „Unholy Alliance“-Tour durch Europa. Nach der Veröffentlichung von Crack the Skye, das eher an den Progressive Rock der 1970er Jahre angelehnt ist und mit positiven Kritiken ausgezeichnet wurde, folgten Nordamerika-Touren mit u. a. Dethklok, Between the Buried and Me und Baroness sowie Auftritte in Europa mit Metallica. Bei den ausgiebigen Touren für Crack the Skye entstand Mastodons erste Live-DVD Live at the Aragon mit einer kompletten Aufführung des Albums. Es erschien im März 2011.
Im Jahre 2010 schrieben Mastodon auf Anfrage von Jimmy Hayward einen instrumentalen Soundtrack zu dessen auf dem gleichnamigen DC-Comics-Helden basierenden Film Jonah Hex. Brent Hinds bekam zusätzlich einen Cameoauftritt in diesem Film. Zwei Wochen nach dem Filmstart in den Vereinigten Staaten wurde die EP Jonah Hex: Revenge Gets Ugly digital über Reprise Records veröffentlicht. Ein Jahr später steuerten Mastodon zum offiziellen Soundtrack des Science-Fiction-Films Transformers 3 mit Just Got Paid eine Coverversion des gleichnamigen ZZ-Top-Liedes bei.
Anschließend begann die Band mit dem Songwriting für ein fünftes Studioalbum. Seit Ende April wurden auf der offiziellen Facebookseite von Mastodon Fotos veröffentlicht, die die vier Musiker bei Aufnahmen zeigen. Unter anderem ist auch Dave Grohl von der Band Foo Fighters zu sehen, der jedoch nicht auf dem Album zu hören ist. Mit Mike Elizondo arbeiteten Mastodon mit einem neuen Produzenten, der zuvor hauptsächlich mit Hip-Hop-Künstlern wie Dr. Dre oder Eminem gearbeitet hat. Das Album mit dem Titel The Hunter wurde am 23. September 2011 veröffentlicht. Erstmals konnte sich die Band in den Top 10 der US-amerikanischen Albumcharts platzieren. Die Single Curl of the Burl wurde im Jahre 2012 für den Grammy in der neu geschaffenen Kategorie „Best Hard Rock/Metal Performance“ nominiert. Der Preis ging jedoch an die Foo Fighters. Im Frühjahr 2012 folgte die Heritage Hunter Tour mit Opeth und Ghost.

### Once More ’Round the SunundEmperor of Sand(2013 bis 2019)

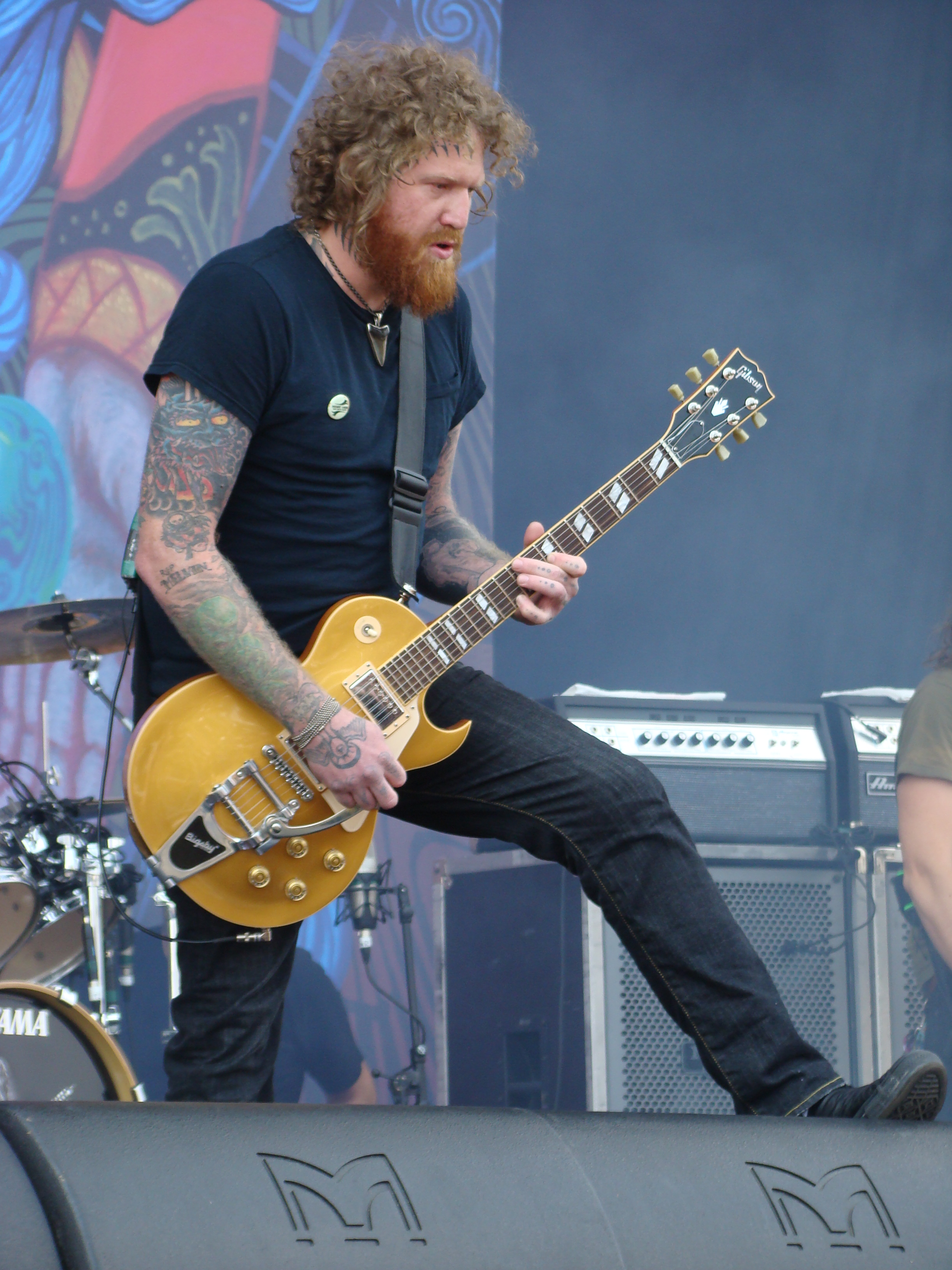
Brent Hinds (2009)

Ende 2012 begann die Band mit dem Schreiben neuer Musik. Mitte des folgenden Jahres nahm die Band zusammen mit Rob Zombie, Five Finger Death Punch und Amon Amarth an der Rockstar Energy Drink Mayhem-Festivaltournee teil. Im Dezember 2013 später kam das Livealbum Live at Brixton heraus, das am 11. Februar 2012 in der Londoner Brixton Academy mitgeschnitten wurde. Gleichzeitig begannen die Aufnahmen für das sechste Studioalbum, das von Nick Raskulinecz produziert wurde. Das Album trägt den Titel Once More ’Round the Sun und erschien am 20. Juni 2014. Das Album erreichte Platz sechs der US-amerikanischen Albumcharts und erreichte in Finnland gar die Spitzenposition.
Die vorab ausgekoppelte Single High Road wurde für den Grammy in der Kategorie „Best Hard Rock/Metal Performance“ nominiert. Der Preis ging jedoch an Tenacious D. Das Musikvideo für die zweite Singleauskopplung The Motherload brachte der Band aufgrund der in dem Video gezeigten halbnackten Frauen, die Twerking tanzen, Sexismusvorwürfe ein. Die Band tourte zunächst mit der französischen Band Gojira, bevor im Herbst 2015 eine Tour im Vorprogramm von Judas Priest folgte. Zwischendurch traten die Bandmitglieder als Statisten in der Fernsehserie Game of Thrones auf. In der Episode Hartheim sind die Musiker als Wildlinge zu sehen. Im Februar 2016 eröffnete die Band in Atlanta den Proberaumkomplex Ember City.
Im Sommer 2016 verkündete Gitarrist Brent Hinds, dass die Band an zwei verschiedenen Alben arbeiten würde. Im Oktober des gleichen Jahres begann die Band mit dem Produzenten Brendan O’Brien die Aufnahmen. Aus dem Doppelalbum wurde jedoch das einfache Album Emperor of Sand, dessen Veröffentlichung am 31. März 2017 erfolgte. Das neue Album ist ein Konzeptalbum zum Thema Sterblichkeit und erreichte Platz sieben der US-amerikanischen Albumcharts. Berücksichtigt man nur die Verkäufe des kompletten Albums in physischer und digitaler Form war Emperor of Sand sogar das meistverkaufte Album der Woche. Nach der Veröffentlichung folgte eine Nordamerikatournee mit den Eagles of Death Metal und Russian Circles.
Bei den Metal Hammer Golden Gods Awards 2017 wurden Mastodon als beste Liveband ausgezeichnet, bevor Dailor, Kelliher und Hinds einen weiteren Cameoauftritt in der Serie Game of Thrones hatten. Die drei Musiker traten in der Folge Der Drache und der Wolf als Weiße Wanderer auf. Am 22. September 2017 erschien die EP Cold Dark Place an, die vier während der Aufnahmen zu den Alben Once More ’Round the Sun und Emperor of Sand entstandene Titel enthält. Im Herbst 2017 folgt eine Europatournee mit Red Fang und Russian Circles. Mastodon bekamen bei den Grammy Awards 2018 erstmals eine Auszeichnung in der Kategorie Best Metal Performance für das Lied Sultan’s Curse. Das zugehörige Album Emperor of Sand war als Bestes Rockalbum nominiert, der Preis ging allerdings an die Band The War on Drugs.
Von Mai bis Juli 2018 tourten Mastodon gemeinsame mit Primus in den Vereinigten Staaten. Eine weitere US-Tournee im Herbst 2018 mit Dinosaur Jr. musste abgesagt werden, da der langjährige Bandmanager Nick John an Bauchspeicheldrüsenkrebs erkrankte und verstarb. Als Tribut veröffentlichte Mastodon zum Record Store Day die 10″-Single Stairway to Nick John. Hierbei handelt es sich um eine Coverversion des Liedes Stairway to Heaven von Led Zeppelin. Im Januar 2019 spielten Mastodon eine Europatournee mit den Vorgruppen Kvelertak und Mutoid Man. Im Frühsommer 2019 folgte eine Co-Headlinertournee durch Nordamerika mit Coheed and Cambria. Anlässlich des zehnjährigen Jubiläums führten Mastodon das Albums Crack the Skye bei dieser Tournee komplett auf.

### Medium RaritiesundHushed and Grim(seit 2020)

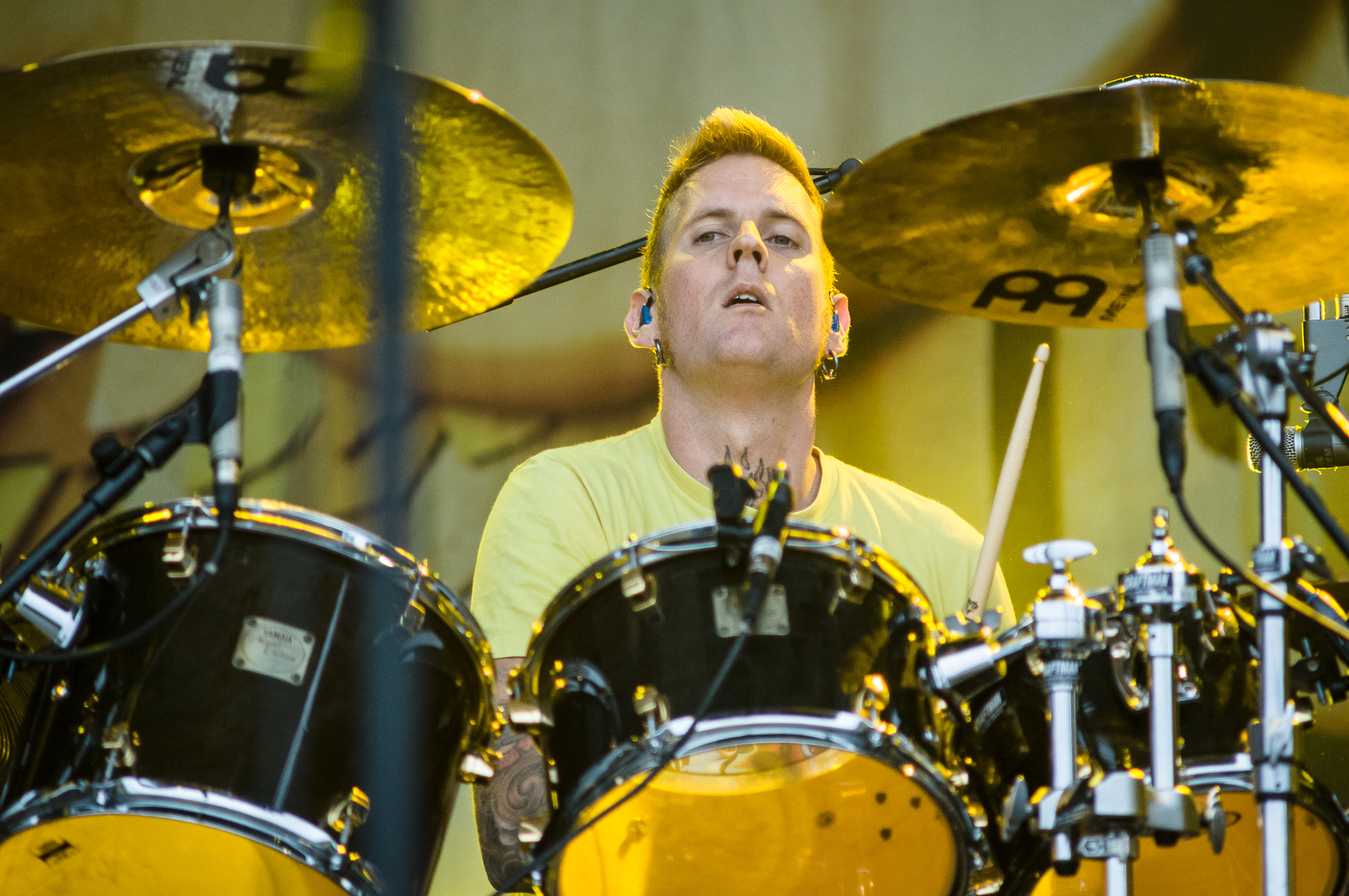
Brann Dailor (2012)

Seit 2018 arbeitete die Band an ihrem achten Studioalbum, mussten aber im Frühjahr 2020 die Arbeiten wegen der COVID-19-Pandemie unterbrechen. Stattdessen veröffentlichten Mastodon am 11. September 2020 die Kompilation Medium Rarities, die insgesamt 16 Titel enthält. Von diesen waren 14 bislang noch nicht auf Streaming-Plattformen erhältlich. Bei den Liedern handelt es sich um Liveaufnahmen, Instrumentalversionen, B-Seiten und Soundtrackbeiträgen. Medium Rarities erreichte Platz 91 der deutschen und Platz 29 der Schweizer Albumcharts. Darüber hinaus veröffentlichte die Band das Lied Rufus Lives für den Soundtrack des Films Bill & Ted retten das Universum sowie das Lied Forged by Neron für den Soundtrack der Comicserie Dark Nights: Death Metal. Am 15. Juli 2021 spielte die Band ein Livestream-Konzert im Georgia Aquarium.
Das achte Studioalbum Hushed and Grim wurde von David Bottrill produziert und ist das erste Doppelalbum der Bandgeschichte. Die Veröffentlichung erfolgte am 29. Oktober 2021. Für das Album konnte die Band zahlreiche Gastmusiker gewinnen, unter anderem den Soundgarden-Gitarristen Kim Thayil und den Bluesgitarristen Marcus King. Zum ersten Mal seit dem Debütalbum ist Neurosis-Sänger Scott Kelly nicht als Gastsänger dabei. Hushed and Grim erreichte Platz zehn der deutschen Albumcharts, jeweils Platz sieben in den österreichischen und Schweizer, Platz 14 der britischen und Platz 20 der US-amerikanischen Albumcharts. Am 23. November 2021 trat die Band mit dem Lied Teardrinker in der NBC-Show Late Night with Seth Meyers auf. Darüber hinaus brachte die ARD-Kultursendung ttt – titel, thesen, temperamente Anfang Dezember 2021 einen sechsminütigen Beitrag über die Band und ihr neues Album. Die erste Single Pushing the Tides wurde bei den Grammy Awards 2022 in der Kategorie Best Metal Performance nominiert. Der Preis ging jedoch an die Band Dream Theater für ihr Lied The Alien.
Am Ende des Jahres 2021 gingen Mastodon und Opeth auf eine Co-Headlinertournee durch Nordamerika, wobei Zeal & Ardor als Vorgruppe spielten. Nach dem Ende der Tournee wurde Mastodon-Schlagzeuger Brann Dailor positiv auf COVID-19 getestet. Im Spätsommer 2022 nahmen Mastodon gemeinsam mit Spiritbox an der Imperatour der Band Ghost teil. 2023 folgte die The Mega-Monsters Tour genannte Co-Headlinertournee mit Gojira und der Vorgruppe Lorna Shore durch Nordamerika. Im Sommer 2024 spielte die Band die Co-Headlinertournee Ashes of Leviathan mit Lamb of God, auf der beide Bands das 20-jährige Jubiläum ihrer Alben Ashes of the Wake und Leviathan feiern. Als Vorgruppen nahmen der ehemalige Slayer-Gitarrist Kerry King mit seiner Soloband sowie Malevolence und Unearth teil.
Im März 2025 gab die Band die einvernehmliche Trennung von ihrem Gitarristen Brent Hinds bekannt. Für Konzerte verpflichteten Mastodon zunächst den YouTuber Ben Eller und dann im Mai 2025 den Kanadier Nick Johnston. Hinds hingegen bezeichnete wenige Monate später Mastodon als „beschissene Band mit furchtbaren Menschen“.

## Stil

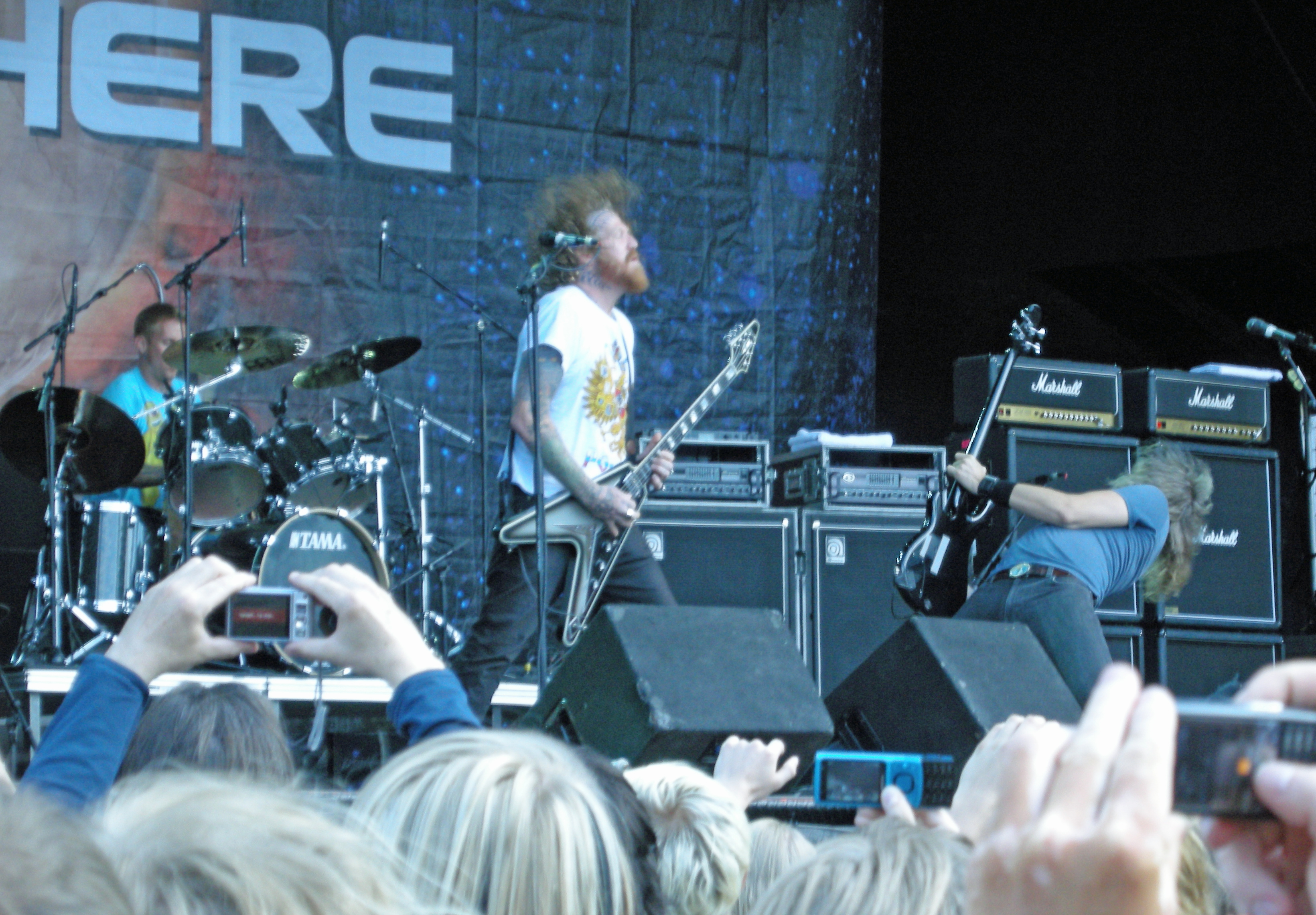
Mastodon live 2011

### Musik
Der musikalische Stil der Band hat sich im Laufe der Bandkarriere stark verändert. Die ersten beiden Alben waren noch stark vom Sludge und Hardcore Punk beeinflusst. Insbesondere auf Remission klang die Band härter, nutzte verzerrte Instrumente und atypische Songstrukturen. Brian O’Neill von Allmusic bezeichnete die Musik auf dem Debütalbum als „aggressiven Stoner-Rock-Hybrid“, der an Entombed erinnert. Das Schlagzeugspiel würde „jazzig“ klingen. Auf dem zweiten Album Leviathan verknüpfen Mastodon laut Wolf-Rüdiger Mühlmann vom deutschen Magazin Rock Hard „alte Hardrockschule mit moderner Brutalität und Psychopathen-Alarm gekonnt, geschmackssicher und mitreißend“.
Mit dem dritten Album Blood Mountain hielt der klare Gesang Einzug bei der Band, die den Sludge- und Extreme-Metal-Anteil der Musik zurückschraubten und vermehrt auf Melodien setzten. Mastodon wurden nun mit Bands wie Rush und King Crimson verglichen. Auf dem vierten Album Crack the Skye vollzog die Band die Wendung zum Progressive Rock und war stark von den genretypischen Werken der 1970er Jahre, wie beispielsweise King Crimsons In the Court of the Crimson King, beeinflusst. Michael Rensen vom Magazin Rock Hard bescheinigte der Band, dass sie „noch nie so schlüssig King Crimson, Neurosis, Voivod, Devin Townsend und harten Classic Rock unter einen Hut gebracht hätten“.

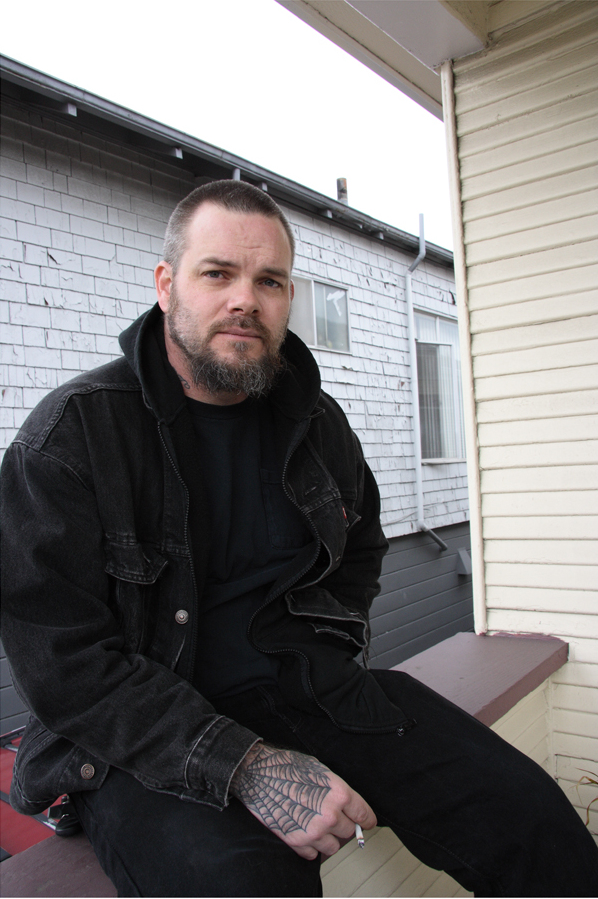
Scott Kelly, regelmäßiger Gastsänger

Das fünfte Album The Hunter war weitaus weniger progressiv. Petra Schurer vom Magazin Metal Hammer schrieb, dass die Band zwar geradliniger als auf den Vorgängeralbum agieren würde, dennoch würde das Album „kaum weniger Prog Rock-Flair als die älteren Werke enthalten“. Der Band wäre es gelungen, „ihre Wurzeln geschickt aufzufrischen, diese in einen modernen Kontext einzubetten und ihr Spektrum so noch ein Stück zu erweitern“. Gleichzeitig bildete das Album laut Schurers Kollegen Lothar Gerber eine „Abkehr von überlangen Prog-Epen und verkopften Arbeitsweise hin zu knackigen Riffs und vergleichsweise schlanken Song-Strukturen“.
Den Gesang bei Mastodon teilten sich anfangs der Bassist Troy Sanders und der Gitarrist Brent Hinds. Während Troy Sanders für den gutturalen Gesang zuständig ist, verwendet Hinds klaren Gesang, der einen leicht nasalen Klang aufweist. Schlagzeuger Brann Dailor steuert seit dem Album Crack the Skye ebenfalls klaren Gesang bei. Lediglich der Gitarrist Bill Kelliher singt nicht. Abgesehen vom Debütalbum und dem Album Hushed and Grim ist Scott Kelly von der Band Neurosis als Gastsänger auf jedem Album zu hören.

### Texte
Die ersten vier Studioalben von Mastodon basierten lose auf der Vier-Elemente-Lehre. Remission bezieht sich auf das Thema Feuer, ist aber laut dem Bassisten Troy Sanders kein Konzeptalbum. Das zweite Album Leviathan basiert auf Herman Melvilles Roman Moby Dick und repräsentiert das Element Wasser. Blood Mountain bezieht sich auf das Element Erde. Der Protagonist des Albums befindet sich auf der Suche nach dem Kristallschädel. Crack the Skye ist ein Konzeptalbum über außerkörperliche Erfahrungen, Zeitreisen und Stephen Hawkings Theorien über Wurmlöcher. Das Album repräsentiert das Element Aither, der vom griechischen Philosophen Aristoteles als die Quintessenz der vier Elemente bezeichnet wurde.
Mit dem fünften Album The Hunter verfolgten Mastodon kein bestimmtes Konzept, obwohl einige Lieder thematisch zusammenhängen. Das Titellied ist eine Widmung an den Bruder von Brent Hinds, der während eines Jagdausflugs einen Herzinfarkt erlitt und verstarb. Mit dem sechsten Album Once More ’Round the Sun verarbeiten die Bandmitglieder in loser Form das Leben und Erlebnisse der einzelnen Bandmitglieder im letzten Jahr vor der Veröffentlichung des Albums. Im Jahre 2013 haben die Musiker einige Menschen verloren und weitere Tiefschläge wie Nahtoderfahrungen, Krankheiten oder Sucht einstecken müssen. Emperor of Sand ist wieder ein Konzeptalbum über das Thema Sterblichkeit – einige enge Verwandte und Freunde der vier Musiker waren an Krebs erkrankt beziehungsweise an den Folgen verstorben.

## Rezeption

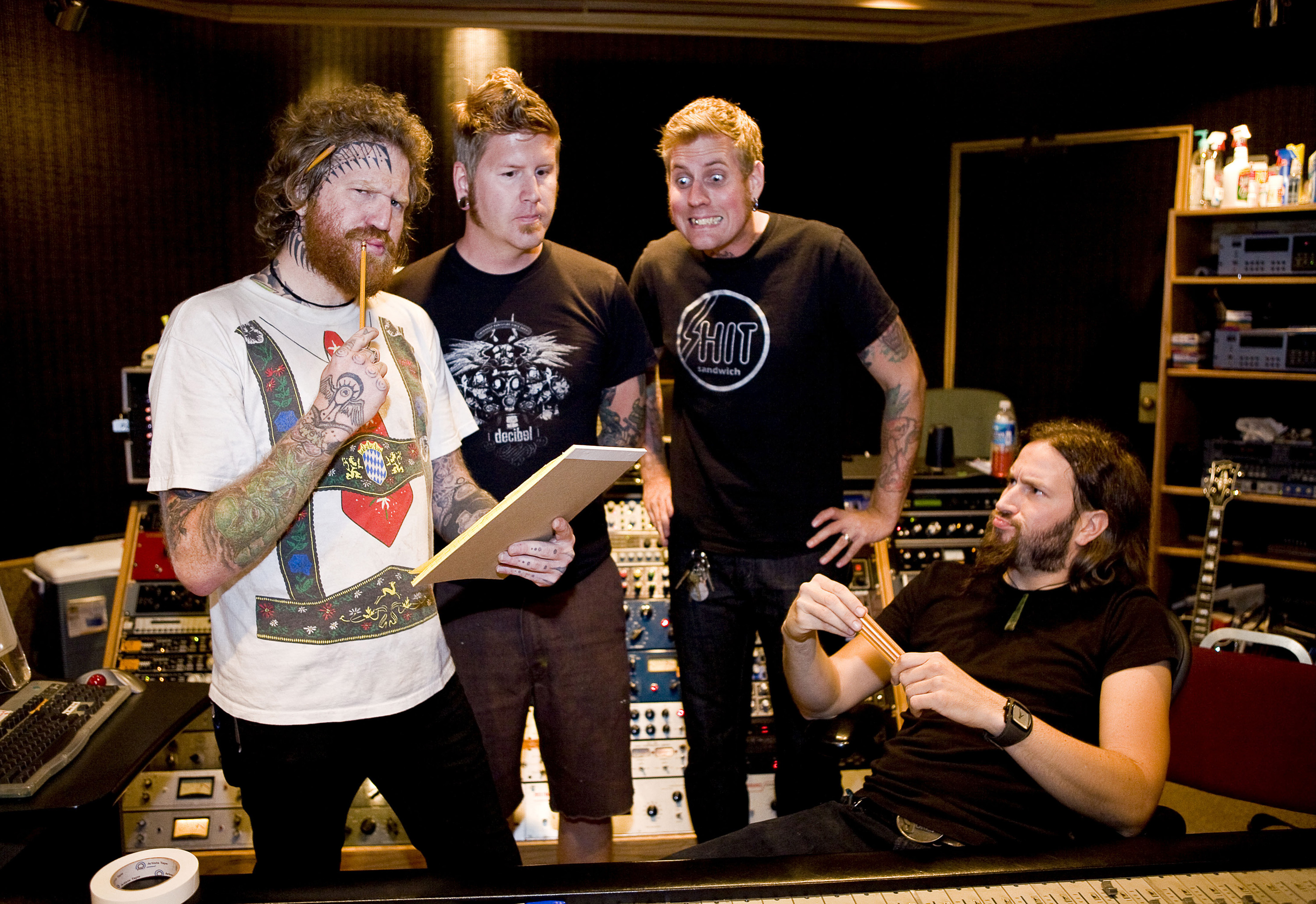
Mastodon im Studio 2008

### Bedeutung
James Christopher Monger vom Onlinemagazin Allmusic bezeichnete Mastodon als „eine der herausragendsten Metalbands des frühen 21. Jahrhunderts“. Laut der BBC schreibt die Band zwar „beknackte Texte“, zeigt aber „seit ihrem Debütalbum verblüffende Resultate“. Mastodon wären die ambitionierteste, furchtloseste und lustigste Heavy-Metal-Band, seit das Genre in den 1970er Jahren seinen Weg aus den Midlands sickerte. Für das US-amerikanische Magazin Alternative Press gehören Mastodon zu „den größten Hard-Rock-Bands aller Zeiten“, während das Magazin Rolling Stone Mastodon für „die beste Metalband ihrer Generation gehört. Keine andere Band würde ihnen Nahe kommen“. Laut Peter Kubaschk vom Onlinemagazin Powermetal.de würden Mastodon ohne Rücksicht auf Verluste Musik schreiben, mit jedem Album einen eigenständigen Sound kreieren und so auch in Zukunft wohl ein Unikat bleiben werden. Ein viel größeres Kompliment könne man einer Band wohl nicht machen. Das US-amerikanische Magazin Loudwire führt Mastodon auf seiner Liste der 50 wichtigsten Metalbands des 21. Jahrhunderts.

### Auszeichnungen
Mastodon wurden mehrfach mit Musikpreisen ausgezeichnet. 2018 erhielt die Band den Grammy Award in der Kategorie Best Metal Performance. 2009 wurde das Musikvideo für das Lied Oblivion und 2012 das Album The Hunter bei den Kerrang! Awards prämiert. Bei den Metal Hammer Golden Gods Awards wurden Brent Hinds und Bill Kelliher 2007 als beste Shredder, The Hunter 2012 als bestes Album und Mastodon 2017 als beste Liveband ausgezeichnet.

## Bandbezogene Produkte
Die Band hat bislang in Zusammenarbeit mit verschiedenen Brauereien vier Biere auf den Markt gebracht. Den Anfang machte im November 2013 in Zusammenarbeit mit der britischen Firma Signature Brew das Bier Black Tongue. Das nach einem Lied der Band von dem Album The Hunter benannte Bier ist ein schwarzes India Pale Ale (IPA) mit einem Alkoholgehalt von 8,3 Prozent. Zwei Jahre später folgte das Bier Mother Puncher, benannt nach einem Lied auf dem Album Remission. Es ist ein Farmhouse IPA von der dänischen Brauerei Mikkeller mit 6,6 Prozent Alkohol. Später wurde das Bier Crack the Skye veröffentlicht, das nach einem Album der Band benannt wurde und von der Chicagoer Brauerei 3 Floyds Brewing hergestellt wird. Es ist ein Russian Imperial Stout mit 8,3 Prozent. Im Oktober 2017 folgte Sultan’s Curse, benannt nach einem Lied des Albums Emperor of Sand. Es ist ebenfalls ein Imperial Stout und wird von Mikkeller produziert. Das Magazin Revolver wählte Sultan’s Curse zum besten Metal-Craft Beer des Jahres 2017.
Im Juli 2024 brachte die Band in Zusammenarbeit mit der Firma Kelly’s Death Pickles ihre eigenen Mixed Pickles auf den Markt. Diese wurden in vier verschiedenen Geschmacksrichtungen mit unterschiedlichen Etiketten für jedes der vier Bandmitglieder verfügbar gemacht.

## Diskografie
Studioalben

| Jahr | Titel Musiklabel                         | Höchstplatzierung, Gesamtwochen, AuszeichnungChartplatzierungen (Jahr, Titel, Musiklabel, Platzierungen, Wochen, Auszeichnungen, Anmerkungen) | Höchstplatzierung, Gesamtwochen, AuszeichnungChartplatzierungen (Jahr, Titel, Musiklabel, Platzierungen, Wochen, Auszeichnungen, Anmerkungen) | Höchstplatzierung, Gesamtwochen, AuszeichnungChartplatzierungen (Jahr, Titel, Musiklabel, Platzierungen, Wochen, Auszeichnungen, Anmerkungen) | Höchstplatzierung, Gesamtwochen, AuszeichnungChartplatzierungen (Jahr, Titel, Musiklabel, Platzierungen, Wochen, Auszeichnungen, Anmerkungen) | Höchstplatzierung, Gesamtwochen, AuszeichnungChartplatzierungen (Jahr, Titel, Musiklabel, Platzierungen, Wochen, Auszeichnungen, Anmerkungen) | Höchstplatzierung, Gesamtwochen, AuszeichnungChartplatzierungen (Jahr, Titel, Musiklabel, Platzierungen, Wochen, Auszeichnungen, Anmerkungen) | Anmerkungen                                                        |
| Jahr | Titel Musiklabel                         | DE | AT | CH | UK | US | Rock | Anmerkungen                                                        |
| ---- | ---------------------------------------- | --- | --- | --- | --- | --- | --- | ------------------------------------------------------------------ |
| 2002 | Remission Relapse Records                | — | — | — | — | — | — | Erstveröffentlichung: 28. Mai 2002                                 |
| 2004 | Leviathan Relapse Records                | — | — | — | — | US139 (1 Wo.)US | — | Erstveröffentlichung: 31. August 2004                              |
| 2006 | Blood Mountain Reprise Records           | DE96 (3 Wo.)DE | — | — | UK46 Silber · (2 Wo.)UK | US32 (4 Wo.)US | Rock15 (1 Wo.)Rock | Erstveröffentlichung: 12. September 2006 Verkäufe: + 60.000        |
| 2009 | Crack the Skye Reprise Records           | DE36 (2 Wo.)DE | AT42 (1 Wo.)AT | CH58 (1 Wo.)CH | UK34 Silber · (1 Wo.)UK | US11 (10 Wo.)US | Rock4 (6 Wo.)Rock | Erstveröffentlichung: 24. März 2009 Verkäufe: + 60.000             |
| 2011 | The Hunter Reprise Records               | DE20 (2 Wo.)DE | AT23 (1 Wo.)AT | CH23 (3 Wo.)CH | UK19 (2 Wo.)UK | US10 (3 Wo.)US | Rock5 (8 Wo.)Rock | Erstveröffentlichung: 27. September 2011                           |
| 2014 | Once More ’Round the Sun Reprise Records | DE16 (3 Wo.)DE | AT23 (3 Wo.)AT | CH13 (4 Wo.)CH | UK10 (3 Wo.)UK | US6 (5 Wo.)US | Rock1 (5 Wo.)Rock | Erstveröffentlichung: 24. Juni 2014                                |
| 2017 | Emperor of Sand Reprise Records          | DE11 (2 Wo.)DE | AT11 (1 Wo.)AT | CH13 (1 Wo.)CH | UK11 (2 Wo.)UK | US7 (3 Wo.)US | Rock1 (5 Wo.)Rock | Erstveröffentlichung: 31. März 2017 # 12 der deutschen Vinylcharts |
| 2021 | Hushed and Grim Reprise Records          | DE10 (4 Wo.)DE | AT7 (1 Wo.)AT | CH7 (3 Wo.)CH | UK14 (1 Wo.)UK | US20 (1 Wo.)US | Rock2 (1 Wo.)Rock | Erstveröffentlichung: 29. Oktober 2021                             |

grau schraffiert: keine Chartdaten aus diesem Jahr verfügbar